# Каравуково
Каравуково (серб. Каравуково) — село в Сербии в составе к общины Оджаци, Западно-Бачского округа, автономного края Воеводина.
Находится на западе Воеводины примерно в 10 км к западу от административного центра г. Оджаци.
Здесь начинается автомагистраль М-3 Богоево-Каравуково. Расположено вдоль левого берега реки Мостонга.
К западу от села проходит одно из ответвлений Канала Дунай — Тиса — Дунай.

## Население
Население на 2011 год составляло 4233 человека
Более 98 % населения — сербы.
| Год                | 1948 | 1953 | 1961 | 1971 | 1981 | 1991 | 2002 | 2011 |
| Количество жителей | 5008 | 6024 | 6472 | 5925 | 5682 | 5607 | 4991 | 4233 |

## История
Название Каравуково впервые встречается в документах в 1543 году, хотя окрестности заселены с античных времён. Дословно с сербского языка означает «место черного волка». Нынешнее село перенесено на новое место после сильного наводнения Дуная в 1770 году, которое разрушило два предыдущих поселения Старо и Ново Каравуково.
Средняя температура января колеблется от 1-2 ° С. , июня — 22−23 °.

## Персоны
- Боровски, Саму (1860—1912) — венгерский историк.
- Самарджич, Радослав (род.1970) — сербский футболист.